# Smerinthus
Smerinthus és un gènere de lepidòpters ditrisis de la família dels esfíngids (Sphingidae) propi de la regió Holàrtica. Cada ala posterior té un ocel acolorit que mostren per espantar als depredadors.

## Descripció

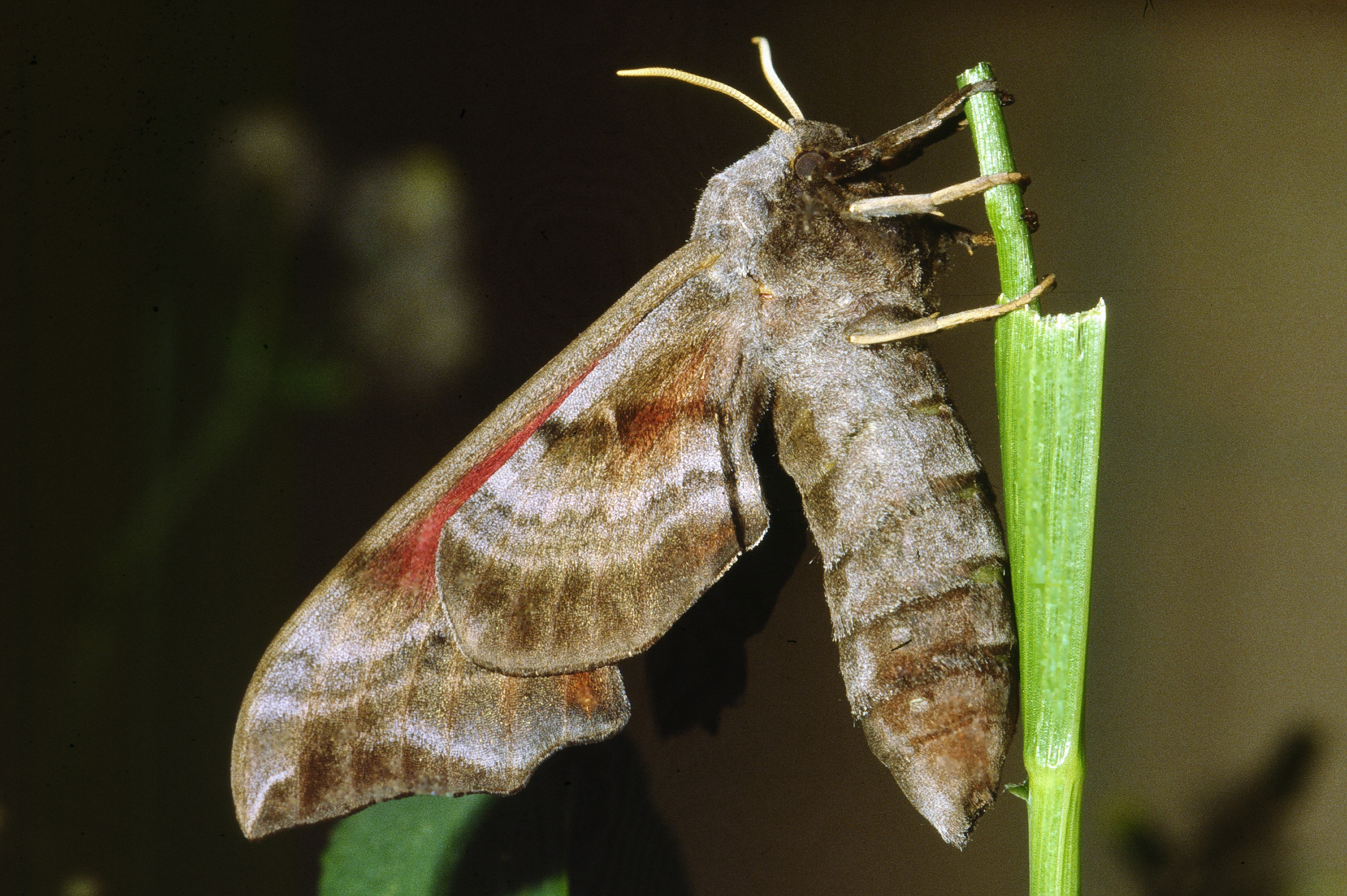
Borinot ocel·lat Smerinthus ocellata vist de costat

El seu cos és generalment fort, amb tons marronosos, i l'envergadura és de 70-80 mm. Surten al vespre a xuclar el nèctar de les flors.
Les ales anteriors imiten els dissenys de l'escorça d'alguns arbres i no criden l'atenció. Les ales posteriors, però, tenen un disseny sorprenent, ja que duen uns "ulls" de colors vius.
Quan aquests borinots es troben en posició de repòs amaguen les ales posteriors, camuflant-se perfectament amb l'entorn, car semblen una fulla seca.
Generalment les erugues de les espècies d'aquest gènere mengen fulles d'arbres de mida mitjana. Les crisàlides reposen en un refugi subterrani, sota fulles seques, on poden hibernar.

## Ecologia
Algunes espècies són relativament rares actualment. Hi ha dades que indiquen que eren més abundants cap a mitjans del segle xx, però que han anat desapareixent de manera gradual principalment per la destrucció de l'hàbitat.

## Taxonomia
El gènere Smerinthus inclou 14 espècies:
- Smerinthus astarte - Nord Amèrica
- Smerinthus atlanticus - Magrib
- Smerinthus caecus - Àsia
- Smerinthus cerisyi - Nord Amèrica[3]
- Smerinthus jamaicensis - Nord Amèrica[4]
- Smerinthus kindermannii - Àsia
- Smerinthus minor - Xina
- Smerinthus ocellatus (esfinx ocel·lat) - Euràsia (es troba als Països Catalans)
- Smerinthus ophthalmicus - Nord Amèrica
- Smerinthus planus - Euràsia

- Smerinthus saliceti - Nord Amèrica
- Smerinthus szechuanus - Xina
- Smerinthus tokyonis - Japó
- Smerinthus visinskasi - Kazakhstan

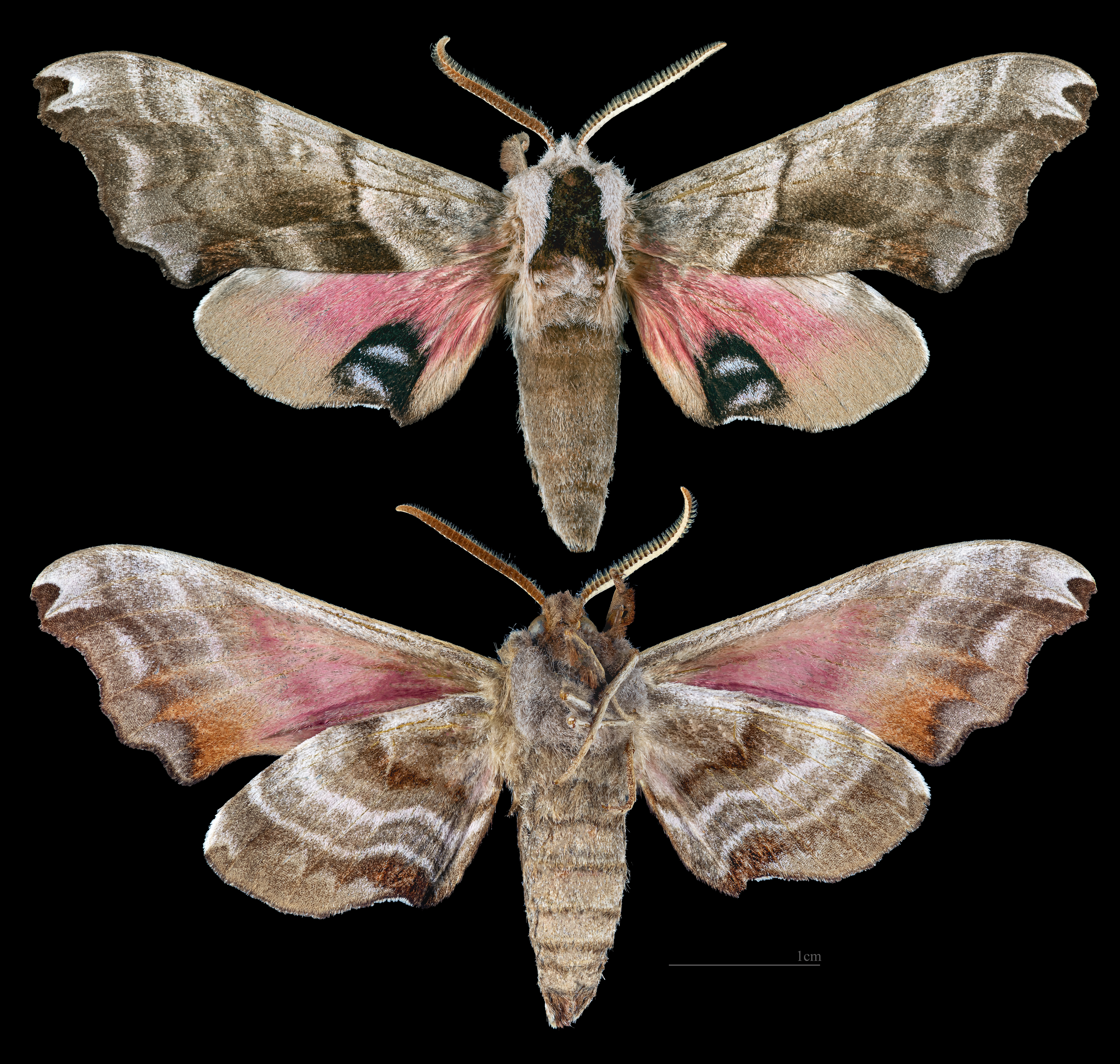
Smerinthus caecus
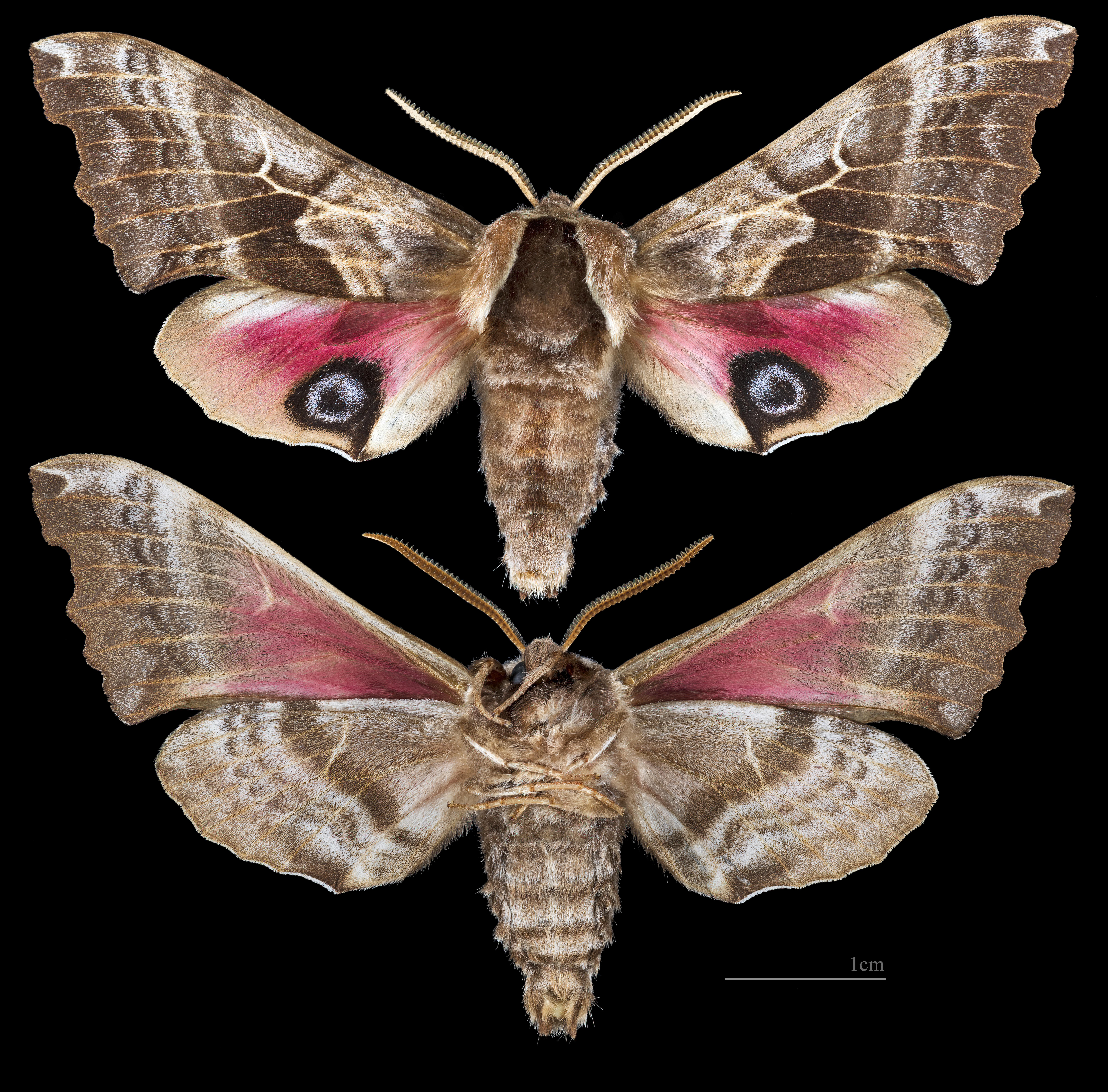
Smerinthus cerisyi
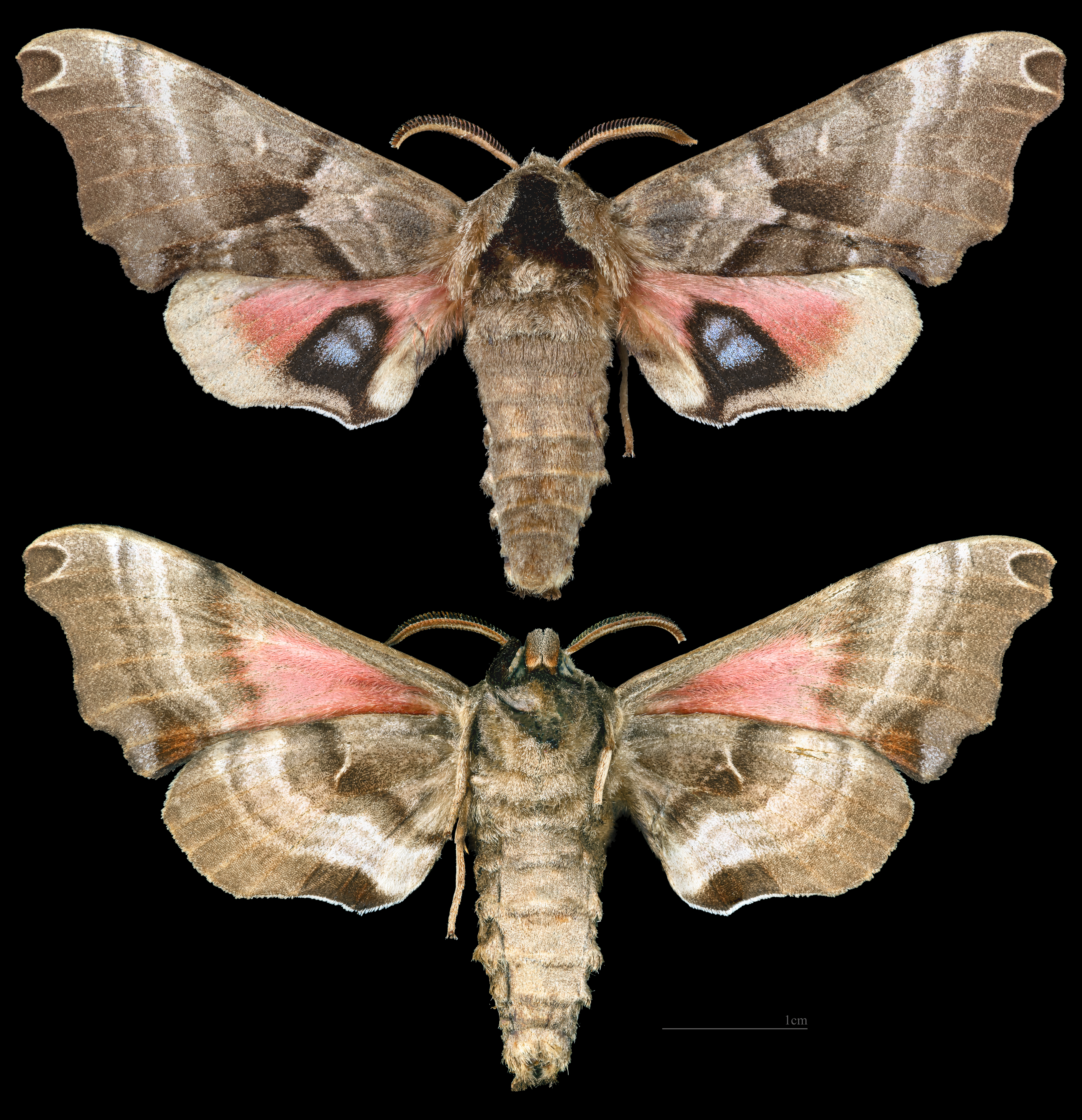
Smerinthus jamaicensis
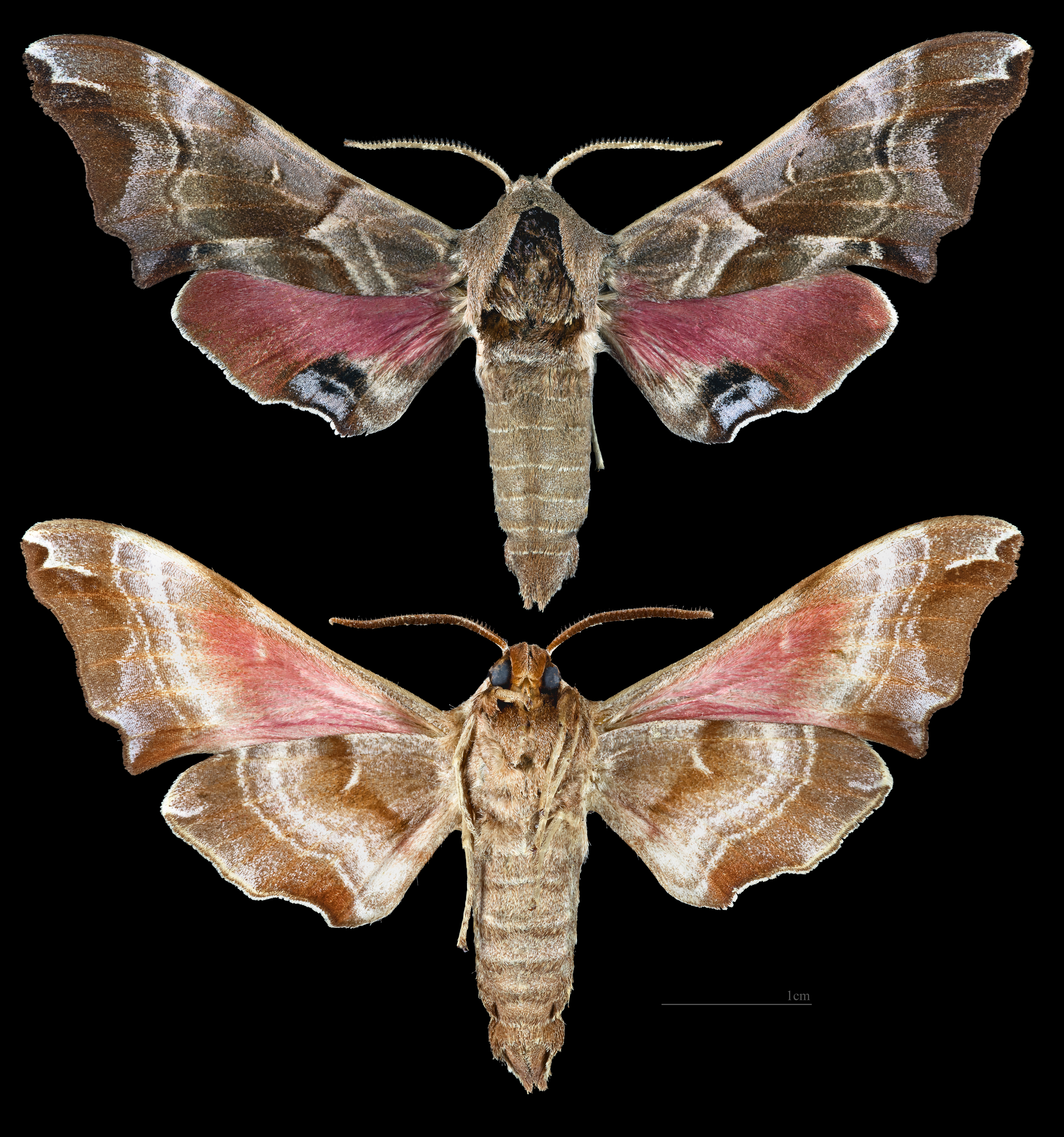
Smerinthus kindermannii
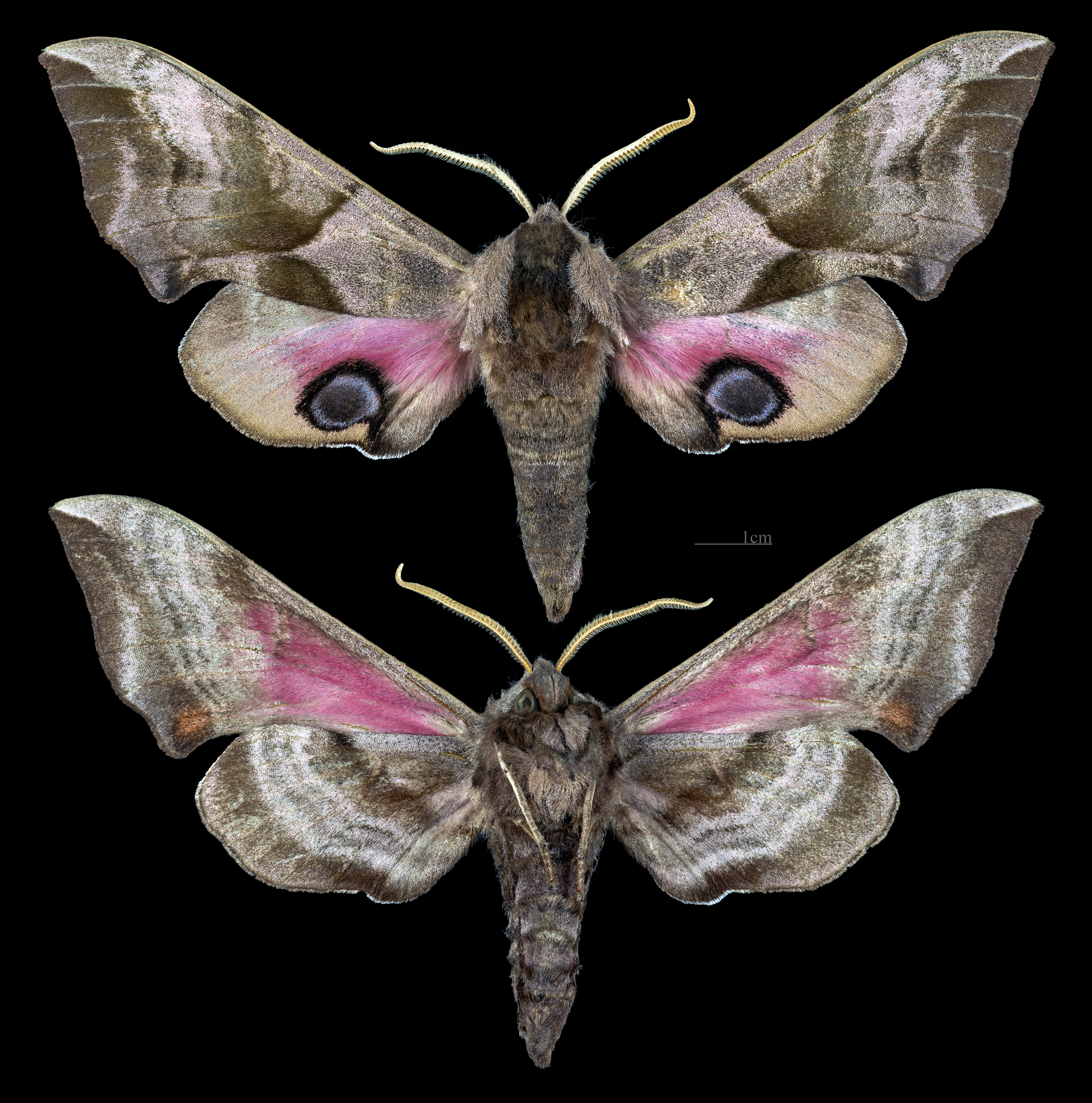
Smerinthus ocellatus
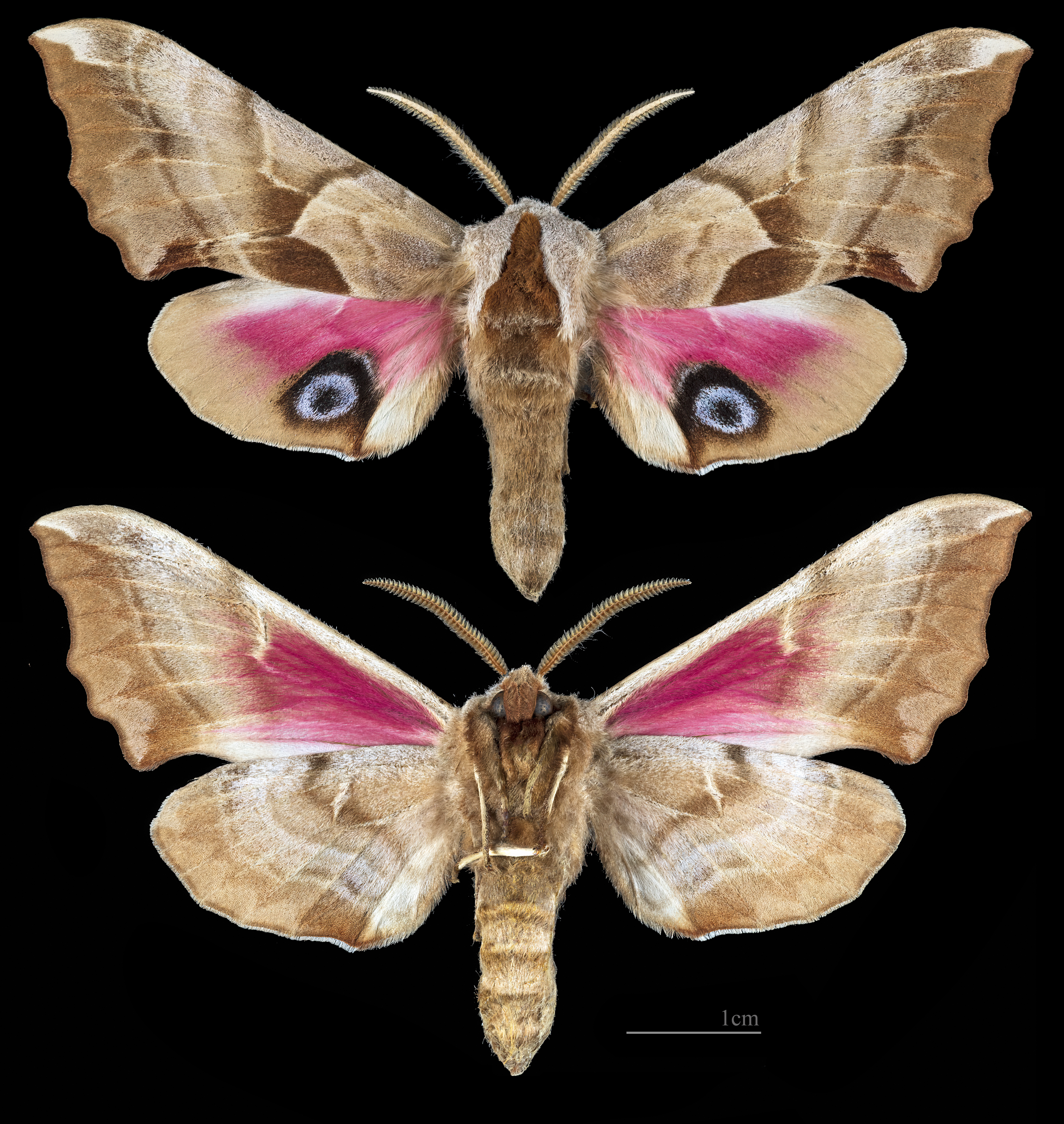
Smerinthus ophthalmicus
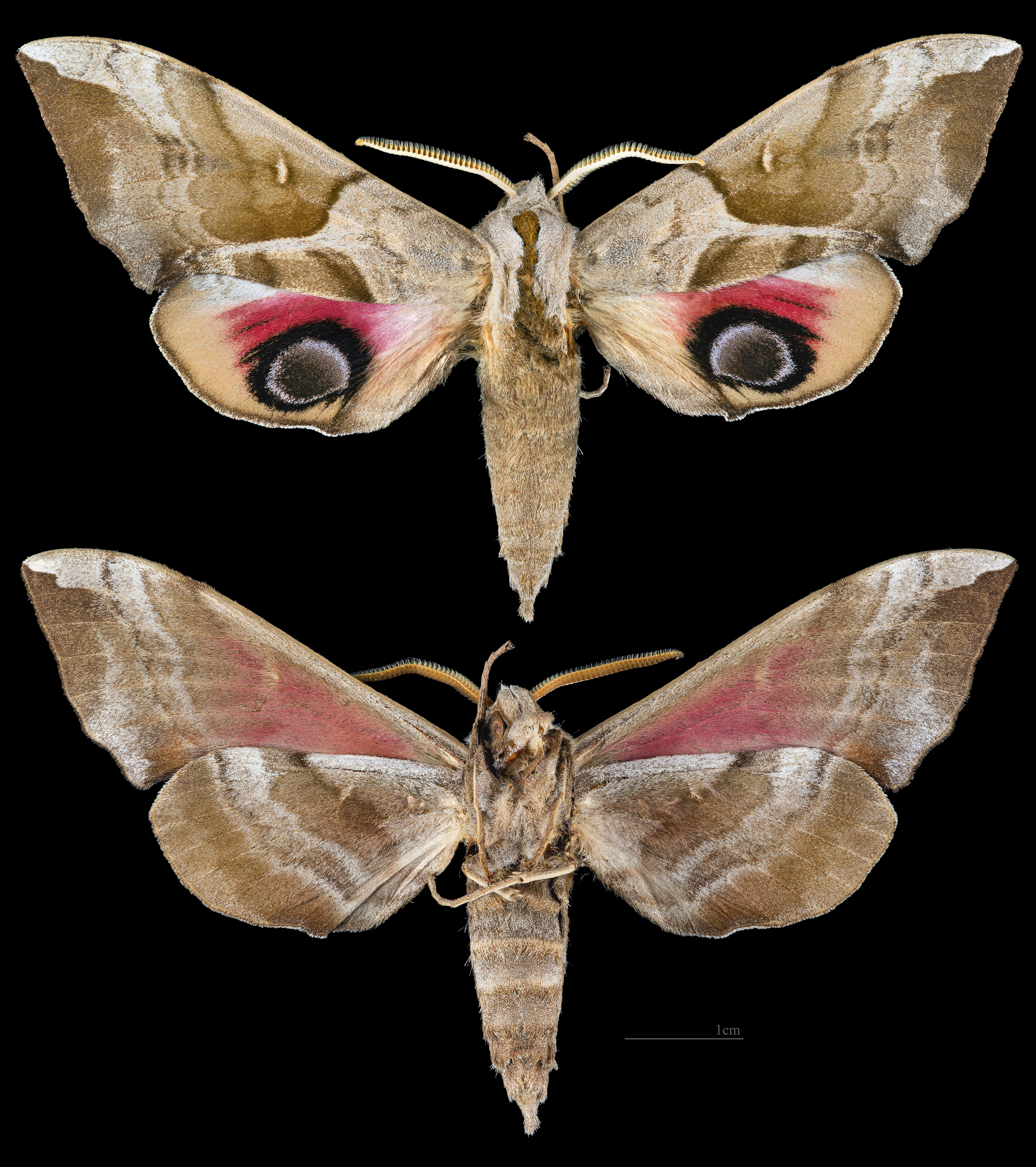
Smerinthus planus
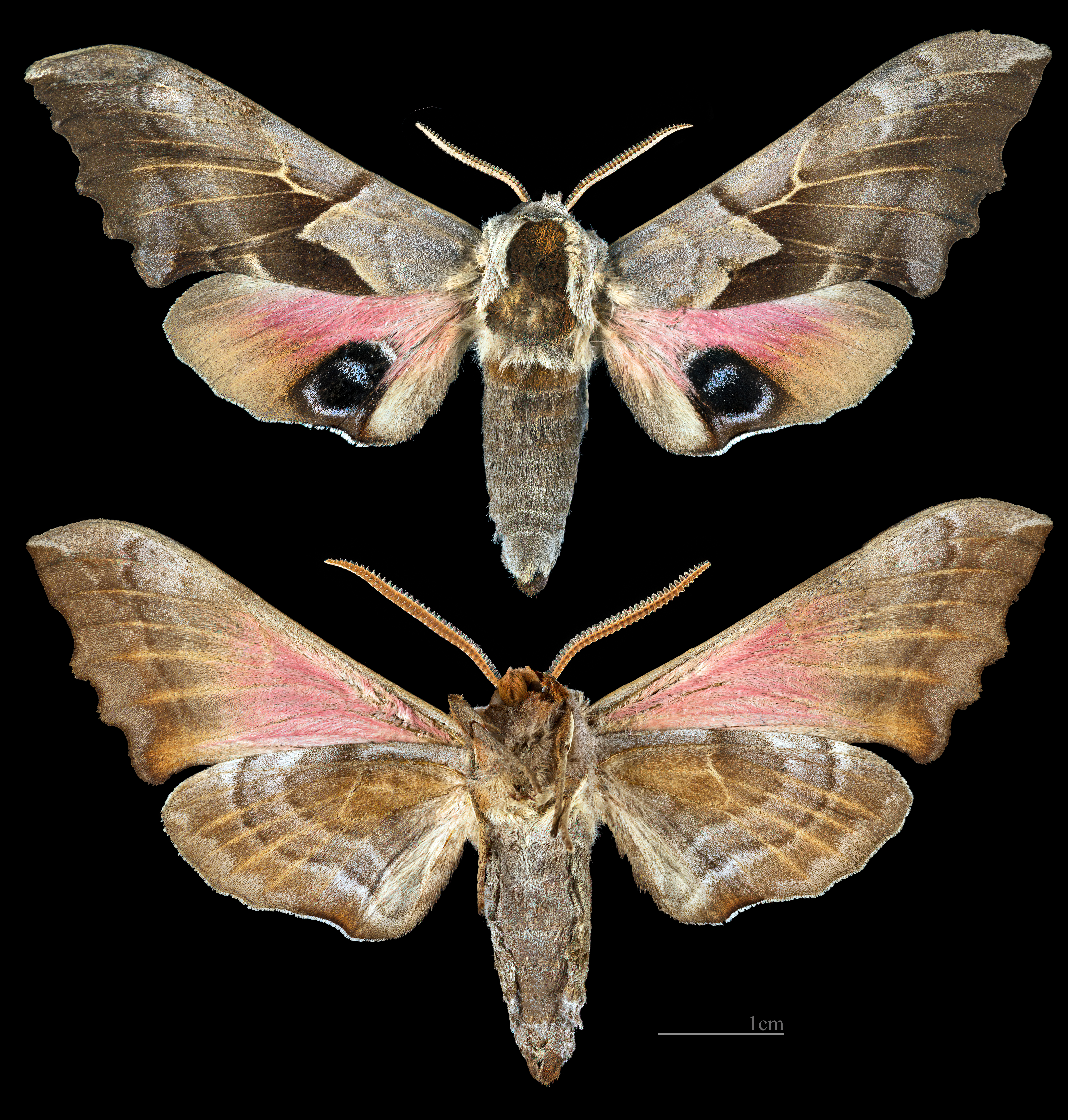
Smerinthus saliceti
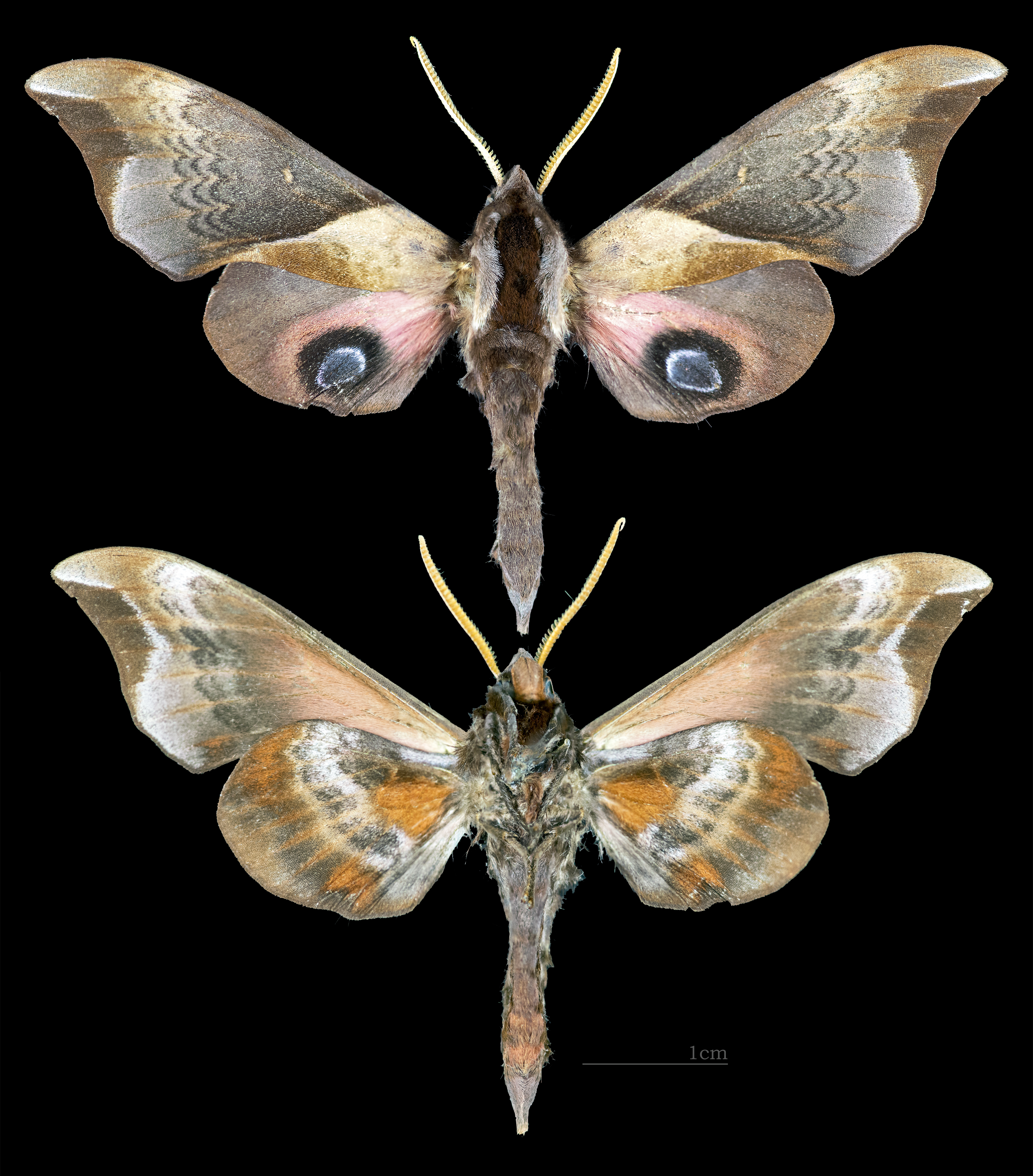
Smerinthus szechuanus
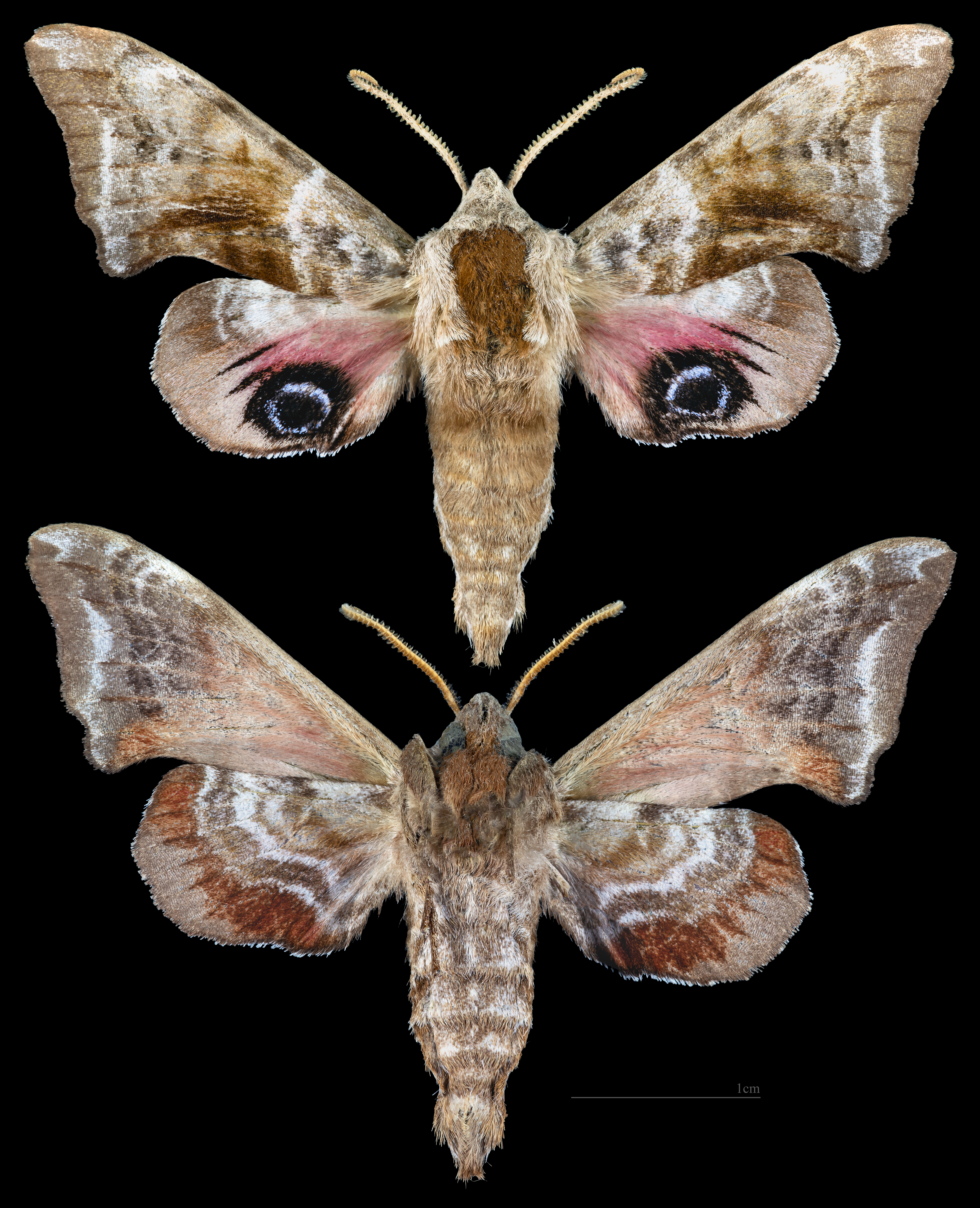
Smerinthus tokyonis